# آن بينيلوب مارستون
آن بينيلوب مارستون (بالإنجليزية: Ann Penelope Marston)‏ هي متسابقة ملكة الجمال أمريكية، ولدت في 7 أغسطس 1938، وتوفيت في 6 مارس 1971.